# Resolutie 1396 Veiligheidsraad Verenigde Naties
Resolutie 1396 van de Veiligheidsraad van de Verenigde Naties werd unaniem door de VN-Veiligheidsraad aangenomen op 5 maart 2002.

## Achtergrond
In 1980 overleed de Joegoslavische leider Tito, die decennialang de bindende kracht was geweest tussen de zes deelstaten van het land. Na zijn dood kende het nationalisme een sterke opmars, en in 1991 verklaarden verschillende deelstaten zich onafhankelijk. Zo ook Bosnië en Herzegovina, waar in 1992 een burgeroorlog ontstond tussen de Bosniakken, Kroaten en Serviërs. Deze oorlog, waarbij etnische zuiveringen plaatsvonden, ging door tot in 1995 vrede werd gesloten. Hierop werd de NAVO-operatie IFOR gestuurd die de uitvoering ervan moest afdwingen. Die werd in 1996 vervangen door SFOR, die op zijn beurt in 2004 werd vervangen door de Europese operatie EUFOR Althea.

## Inhoud
De Veiligheidsraad verwelkomde de aanstelling van de Brit Paddy Ashdown als hoge vertegenwoordiger voor Bosnië en Herzegovina als opvolger van Wolfgang Petritsch door de stuurraad van de Vredesuitvoeringsraad.
Diezelfde raad had ook het aanbod van de Europese Unie om een Europese politiemissie, EUPM, te voorzien in de plaats van de VN-missie UNMIBH die eind 2002 ten einde liep. Voor die missie zouden ook niet-EU-lidstaten uitgenodigd worden om deel te nemen.
Ten slotte werden de belangrijke rol van de hoge vertegenwoordiger bij het uitvoeren van het vredesakkoord voor Bosnië en Herzegovina, en dat die het laatste woord had inzake de interpretatie van Annex 10 van dat akkoord bevestigd.

## Verwante resoluties
- Resolutie 1371 Veiligheidsraad Verenigde Naties (2001)
- Resolutie 1387 Veiligheidsraad Verenigde Naties
- Resolutie 1411 Veiligheidsraad Verenigde Naties
- Resolutie 1418 Veiligheidsraad Verenigde Naties

Lijst ·  1387 ·  1388 ·  1389 ·  1390 ·  1391 ·  1392 ·  1393 ·  1394 ·  1395 ·  1396 ·  1397 ·  1398 ·  1399 ·  1400 ·  1401 ·  1402 ·  1403 ·  1404 ·  1405 ·  1406 ·  1407 ·  1408 ·  1409 ·  1410 ·  1411 ·  1412 ·  1413 ·  1414 ·  1415 ·  1416 ·  1417 ·  1418 ·  1419 ·  1420 ·  1421 ·  1422 ·  1423 ·  1424 ·  1425 ·  1426 ·  1427 ·  1428 ·  1429 ·  1430 ·  1431 ·  1432 ·  1433 ·  1434 ·  1435 ·  1436 ·  1437 ·  1438 ·  1439 ·  1440 ·  1441 ·  1442 ·  1443 ·  1444 ·  1445 ·  1446 ·  1447 ·  1448 ·  1449 ·  1450 ·  1451 ·  1452 ·  1453 ·  1454